# 34號法則

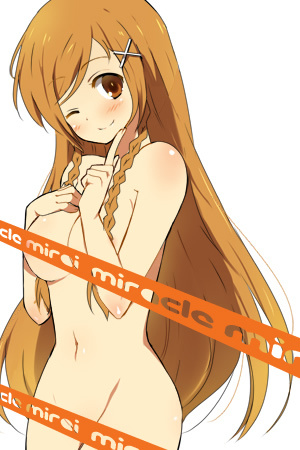
34號法則的一個例子：全裸的網站《Culture Japan》看板娘末永未來

34號法則（Rule 34），即「只要事物存在，那這裡有它的色情物，沒有例外」（If it exists, there is porn of it – no exceptions），是一個網絡迷因，意思是任何事物在網路上都可以被色情化（色情創作）。它常被應用在電視劇或電子遊戲中的虛構人物上。

## 起源
34號法則可能源自於2003年，漫畫家彼得·莫利-蘇特（Peter Morley-Souter）為了表達他看到《凱文的幻虎世界》的色情刊物時的震驚之情而畫的網路漫畫《Rule #34 There is porn of it. No exceptions.》。莫利-蘇特於2004年在英國網站《Zoom-Out》上張貼該漫畫，並被廣泛轉載。儘管第34條法則可能與來自4chan的「網路法則」有關，但它的確實來源不得而知。

## 通俗化
因網路色情極廣泛的普及，34號法則已被網友們推廣成了一個流行迷因，且多應用於同人小說、腐小說或黃漫等。
2008年，4chan圖像版的用戶張貼了大量色情二次創作和漫畫以說明34號法則，同時4chan的部分用戶會以「rule 34」或「Pr0nz」為暗語稱呼A片。
一個新詞典稱34號法則是在2008年開始出現在互聯網上的。隨著34號法則持續於互聯網上蔓延，傳統媒體也開始報導它的事情。《每日電訊報》於2009年的一篇文章把34號法則列為十大網路規則和法則的第三名。2013年，CNN的一個報導稱34號法則已成為主流文化的一部分，且可能是最知名的網路法則。
加拿大作家科利·多克托羅稱通過世界主義的鏡頭可以看到，34號法則其實可以視作是對充滿怪人和極客的網路污穢之處的控訴書。

## 變化和推論
34號法則在網路爆紅後已被多次改寫或重寫，一些常見的版本會忽略原始版本的「No exceptions」（沒有例外）。
- 「34號法則：某物一定可以跟色情扯上關係。」[10]
- 「34號法則：如果某物存在，則它一定可以跟色情扯上關係。」[11]
- 「34號法則：如果某物存在，則它在網路上一定可以跟色情扯上關係。」[11]
- 「34號法則：如果某物能被想像，則它在網路上一定可以跟色情扯上關係。」[12]
- 「34號法則：如果某物存在，則它一定可以跟色情扯上關係。如果沒有，那就做一個出來。」
- 「34號法則：如果某物存在，則它一定可以跟色情扯上關係。如果沒有，那現在就有了。」

35法則（又稱34號法則b項）為34號法則的推論，適用於34號法則的例外，即不能與色情扯上關係的物品。2006年10月12日，早期的「網路法則」列表在一個網路文化百科上張貼，其中提到：
- 「34號法則：如果某物存在，則它一定可以跟色情扯上關係。」[13]
- 「35號法則：如果某物現在不能與色情扯上關係，則它將來一定會有。」[13]

另一個35號法則的版本如下：
- 「35號法則：34號法則的例外便是它的引用。」[4]

所以，法則表明就算那事物很難理解或不太可能存在也好，只要那色情場景、主題或風格能被想像，那關於它的色情影像就早已存在於互聯網上或將會出現在網路上了。如果沒有，那它能與色情扯上關係只是時間的問題。

## 參看
- 高德温法则
- 第63條法則
- 網路爆紅列表
- 坡氏定則

## 外部連結
- Rules of the Internet 1000 Rules
- Rules of the Internet （页面存档备份，存于），城市詞典
- 25 SFW Rule #34 Images，Holy Taco